# Šumarstvo
Šumarstvo je znanost i umijeće gospodarenja šumskim bogatstvima. Ono je i značajna privredna grana u smislu pridobivanja materijala i energije, kao i angažiranja radne snage. Šumarstvu je cilj poznavati šume i šumske ekosustave.
Potrajno je pojam koji je uveden u šumarstvo prije više od sto godina, a prije par godina ekologisti su istu stvar aktualizirali pa je sad poznatiji kao obnovljivo. To znači da se materijal iz šume može uzimati, a da ga u šumi ne bude manje, već više.
Korist od šuma ima svatko – i onaj koji radi u šumi ili onaj koji samo diše zrak, pije vodu, šeta šumom ... Dobro je ako se iz šumarstva i vezane privrede država može polučiti i gospodarsku korist.

## Povijest šumarstva
Iako šume postoje oduvijek, a isto tako njima se oduvijek koristi i čovjek, šumarstvo, kao organizirana aktivnost očito mora imati svoje povijesno utemeljenje. Budući da su razni dijelovi Hrvatske imali bitno različiti povijesni put očito se i u šumarstvu ne može govoriti o jedinstvenoj povijesti, pa će se ovaj članak bazirati uglavnom na povijesnim tijekovima u kontinentalnoj Hrvatskoj, a naknadno ćemo obraditi i specifičnosti koje su bile na području Dalmacije i Istre.
Različiti autori različito će odrediti početak organizirane šumarske djelatnosti, ovdje bi se ipak opredijelili za Šumski red carice Marije Terezije od 22. prosinca 1769., važan zakon, ali i prvi pravi naputak o potrajnom gospodarenju šumama. Originalni naziv glasi: "Naredba o lugov, gajov i dubrav s čuvanja i zadržavanja". Zbog tadanje dvojnosti civilne Hrvatske i Vojne krajine, analogni dokumenti, ali provedeni kroz vojne strukture Vojne krajine su Šumski red za šume petrovaradinske, brodske i gradiške pukovnije od 15. rujna 1755. i Šumski red i Instrukcija od 23. veljače 1765. za područje karlovačkog generalata. Zanimljivo je da je potonji Šumski red donijet po izvršenoj inventarizaciji šuma za ogulinski i dio otočke pukovnije i Velebita (do Šatorine), koju je proveo inženjerski major pl. Pirker, a autor Instrukcije bio je šumarnik J. C. Franzoni.
Šume na području Hrvatske i Slavonije u rukama su brojnih vlasnika, ali bitna su dva oblika. Vojna krajina je posebna tvorevina direktno u nadležnosti cara i šume su ovdje praktički pod vojnom upravom, dakle državne, a isključiva im je namjena namirenje potreba krajišnika. Rasformiranjem Vojne krajine pola šuma ostaje državno a polovica se, otkupom servitutnih prava krajišnika, prevodi u posjed imovnih općina.
Gotovo istodobno, šume na prostoru banske Hrvatske prolaze sličan proces. Ukidanjem kmetstva dolazi do otkupa servitutnih prava kmetova pa se dio šuma prenosi zemljišnim zajednicama, a dio ostaje vlastelinsko.
Tako to bude do 1929. kad država preuzima upravu šumama bez obzira na vlasništvo.
Zakonom o eksproprijaciji 1945. definitivno se sve šume oduzimaju veleposjednicima i crkvi, a 1947. isto se događa i šumama imovnih općina i zemljišnih zajednica.
Od 1991. svim državnim šumama gospodari jedinstveno poduzeće - Hrvatske šume d.o.o.
Značajno mjesto u povijesti hrvatskog šumarstva ima i Hrvatsko šumarsko društvo, koje od 1846. neprekidno okuplja šumarsku struku na ovim prostorima.

## Šumarska izobrazba
Obrazovanje koje se stječe studiranjem šumarstva jedno je od kompleksnijih i predstavlja dobru podlogu za gospodarenje prirodnim resursima. Drugim riječima, šumari kroz svoj studij stječu kvalitetan komplet znanja kojim mogu dobro upravljati i šumama i krajolikom.

## Vanjske poveznice
Ostali projekti
|  | Zajednički poslužitelj ima još gradiva o temi Šumarstvo |

Mrežna mjesta
- šumarstvo Hrvatska enciklopedija
- Hrvatski šumarski životopisni leksikon, www.sumari.hr
- Agrošumarstvo Hrvatska tehnička enciklopedija, portal hrvatske tehničke baštine. LZMK

- Pridobivanje drva Hrvatska tehnička enciklopedija, portal hrvatske tehničke baštine. LZMK

- Šumarstvo Hrvatska tehnička enciklopedija, portal hrvatske tehničke baštine. LZMK

- Šumski strojevi Hrvatska tehnička enciklopedija, portal hrvatske tehničke baštine. LZMK